# Jantel Lavender
Jantel Lavender (nascida em 12 de novembro de 1988) é uma jogadora norte-americana de basquete. Joga atualmente no Los Angeles Sparks, equipe da WNBA. Ela entrou na liga através do draft de 2011.